# Sonntagsfahrverbot in der Schweiz 1956

Uraniastrasse in Zürich an einem der Sonntage

Ungarische Flüchtlinge in Buchs SG

Das erste Sonntagsfahrverbot in der Schweiz galt an vier aufeinanderfolgenden Sonntagen 1956 und stützte sich auf das Kriegsvorsorge-Gesetz vom 30. September 1955, Artikel 18.: S. 3 Weil keine grossen Erdölvorräte vorhanden waren, sollte einem Versorgungsengpass vorgebeugt werden. Das Verbot stand im Zusammenhang mit einem angespannten politischen Umfeld, ausgelöst durch den Ungarischen Volksaufstand und die Sueskrise. Die Schweizer Regierung sah in dieser Doppelkrise «die Bedrohung eines dritten Weltkriegs und einer neuerlichen Kraftprobe mit all ihren tragischen Konsequenzen». Die Schweiz verfügt nicht über eigene fossile Brennstoffvorkommen, sondern ist vollständig von Importen abhängig. Bereits am Freitag, dem 16. November 1956, verkündete der Bundesrat das sofortige Inkrafttreten dieser Verordnung.: S. 1 Die vier betroffenen Sonntage waren am 18. und 25. November sowie am 2. und 9. Dezember. Ende November 1973 wiederholte sich im Rahmen des Ölschocks das Fahrverbot für drei Sonntage.

## Hintergrund
Im Jahr 1955 anlässlich der Genfer Gipfelkonferenz trafen sich die vier Siegermächte des Zweiten Weltkriegs, die USA, die UdSSR, Grossbritannien und Frankreich, um auf eine Wiedervereinigung Deutschlands hinzuwirken. Neben der Gastgeberrolle sah sich die Schweiz auch weiterhin verpflichtet, im Rahmen ihrer Neutralität auf Frieden einzuwirken, und stellte ab Mitte November der UNO Transportflugzeuge der Swissair zur Verfügung. Die UNO entsandte so Friedenstruppen nach Ägypten. Zu der Zeit der Anordnung für das Sonntagsfahrverbot waren bereits aus humanitären Gründen 4000 Ungarnflüchtlinge durch das Schweizerische Rote Kreuz ins Land gebracht worden, weitere 6000 sollten folgen.
In einer streng vertraulichen Mitteilung vom 29. August 1956 verwies die Schweizerische Nationalbank auf die währungspolitischen Rückwirkungen des Sueskanalkonflikts. Darin wurde eindrücklich beschrieben, dass die politischen und damit auch die wirtschaftlichen Einflussmöglichkeiten der alliierten Grossmächte im Nahen Osten rückläufig waren und der sowjetische Einfluss zunehmend grösser werde. Damit einhergehend, zögen es die dortigen Regierungen vor, sich von Geldreserven in US-Dollar und britischem Pfund zugunsten von Schweizer Franken zu trennen. Kuwait beabsichtige beispielsweise, «seine Pfundreserven, die sich angeblich auf den Gegenwert von über drei Milliarden Schweizerfranken belaufen sollen, umzulagern, wobei man daran denkt, einen wesentlichen Teil davon in Schweizerfranken überzuführen».
Die Nationalbank stellte anhin, dass diese Umstellungen sowjetischen Planungen entsprängen. Eine zu erwartende Schwächung des britischen Pfundes zöge Stützungskäufe der britischen Währungsbehörden nach sich, um den Pfundkurs zu stabilisieren. Die Schweiz sei aber wirtschaftlich nicht stark genug, um Geldtransfers in der zu erwartenden Grösse zu verkraften. Zudem wäre die Erhöhung des Wertes des Frankens mit fatalen Folgen für die inländische Wirtschaft verbunden.
Diese Devisentransfers wären für die Nationalbanker nur in dem «Verkauf von Dollars […] aus der Liquidation von Pfund- oder Dollarguthaben in Amerika oder endlich aus dem Verkauf von Gold in London» zu realisieren. Die Schweiz sah diese Vorgänge mit grossem Misstrauen: Zum ersten wegen währungspolitischer Bedenken, weil dabei ein immenses Frankenvolumen aufgebaut würde, das mit der Wirtschaftskraft der Schweiz in keinem Zusammenhang stünde. Die Nationalbank sah sich damals nicht in der Rolle, eine Weltwährung zu betreuen, und befürchtete einen Überhang an einheimischer Kaufkraft und damit verbunden die Gefahr einer Inflation.
An zweiter Stelle warnte der Bericht der Nationalbank vor politischen Gefahren. Er machte auf die Neutralität zwischen Ost und West aufmerksam und dass die Schweiz mit ihrer Währung nicht in den Konflikt eingreifen dürfe, um ihr zuwiderlaufende Interessen zu interminieren. Zwar stellte sie infrage, ob die politische Neutralität auch für den Zahlungs- und Kapitalverkehr gelte, doch sehe sie es als ihre Aufgabe, auf die Erhaltung des monetären Gleichgewichts einzuwirken. Drittens wurde auf den Bankenstandpunkt hingewiesen. Als Lösung wurde vorgeschlagen, Umtausch von Devisen, also Kauf von Franken ohne einen Zusammenhang mit dem Bezug von Waren oder Dienstleistungen aus der Schweiz, zu verbieten.

## Entwurf und Beschluss zum Sonntagsfahrverbot
Mitte September 1956 beschloss der Bundesrat auf Vorschlag des Eidgenössischen Volkswirtschaftsdepartements (EVD) grundsätzlich, «nötigenfalls verschiedene Massnahmen (Kontingentierung, Sonntagsfahrverbot, Rationierung)»: S. 2 zu treffen. In Absprache mit der Carbura (Schweizerische Zentralstelle für die Einfuhr flüssiger Kraft- und Brennstoffe), zu der alle Importeure gehörten, wurde vereinbart, dass nur noch zehn Prozent ihrer Bevorratungsmengen abgegeben werden durften. Ausserdem wurden die Verbraucher zu einem sparsamen Umgang mit Brennstoffen aufgefordert. Die von der Presse angeregte Frage nach Benzin-Rationierung wurde zu diesem Zeitpunkt verneint. Staatliche Verfügungen anderer Länder wie Frankreich, Italien, Grossbritannien, der Niederlande und Schweden veranlassten die Direktion des Wirtschaftsdepartements sechs Wochen später, selbst auch Einschränkungsmassnahmen zu verordnen. Die Aufgabe der Carbura wurde als zunehmend schwerer werdend angesehen, in gerechtem Masse Grossisten, Garagisten und Verbraucher weiterhin reibungslos und gerecht zu beliefern.
Von den drei genannten Einschränkungen kam für das Wirtschaftsdepartement lediglich das Sonntagsfahrverbot in Betracht. Diese Zwangsmassnahme wurde auch von der Carbura und den Automobilorganisationen für vertretbar angesehen. Der Autogewerbe-Verband, der wiederum divergierende Interessen verfolgte, sah hingegen dieses Vorhaben zwiespältig, wollte es aber auch nicht ablehnen. Auch der Fremdenverkehr konnte diese Massnahme nicht gutheissen. Trotzdem äusserten die Wirtschaftspolitiker, «dass die Interessen einzelner Wirtschaftszweige […] durch diese Massnahme beeinträchtigt werden, verkennen wir nicht, doch ist die Lage insofern günstig, als in den kommenden Wochen dem Fremdenverkehr keine so grosse Bedeutung zukommt. Was die Handhabung des Verbotes oder eine allfällige Milderung, bzw. Aufhebung desselben für die Weihnachts- und Neujahrstage anbelangt, so ist dies in einem spätern Zeitpunkt zu prüfen.»: S. 3
In dem eingangs genannten Kriegsvorsorge-Gesetz, das gerade erst ein Jahr alt war, wurde genau bestimmt, wie das Sonntagsfahrverbot zu handhaben sei. Es verbot an Sonn- und Feiertagen grundsätzlich den Gebrauch von Motorkraftfahrzeugen; festgelegt wurde aber eine Reihe von Ausnahmen. Zur Kontrolle dieser Ausnahmen war ein besonderes Kontrollschild für die Fahrzeuge vorgesehen, wurde aber aus Zeitmangel nicht umgesetzt mit dem Hinweis, «dass die betroffenen Kreise ohne weiteres selber feststellen können, ob die Ausnahmebestimmungen auf sie zutreffen oder nicht».: S. 4 Man stützte sich dabei auf die Erfahrungen, die während des Zweiten Weltkriegs in einer ähnlichen Situation gemacht worden waren. Die Kontrolle oblag den Kantonen.
Einschränkungen für Heizöl waren nicht vorgesehen und wurden auch später nicht durchgeführt. Genauso waren auch Motorboote und Sportflugzeuge nicht betroffen.

## Durchführung und Bewertung

Autofreier Sonntag südwestlich von Zürich

Schon am Montag nach dem ersten Fahrverbotssonntag vermeldete das Bundesamt für Industrie, Gewerbe und Arbeit (BIGA) seinem Leiter Thomas Holenstein, dass die Massnahme bis auf wenige Ausnahmen von der Bevölkerung gut akzeptiert und befolgt worden sei. In grosser Zahl seien am Samstag Auskunftsanfragen und Ausnahmewünsche eingegangen, und man habe – auch über Mittag – bis abends um neun beziehungsweise zehn Uhr daran gearbeitet. Danach noch gingen Privatanrufe zu der Sache bei den Mitarbeitern zuhause ein: «Später wurden Auskünfte auf den Privatlinien einzelner Mitarbeiter erteilt. Wir haben auf eine ruhige, höfliche und sehr pflegliche Behandlung aller Anfragen grössten Wert gelegt und glauben feststellen zu können, dass das Publikum im allgemeinen grosses Verständnis gezeigt hat.»
Weiter heisst es in der Notiz, die Kantone hätten wegen der knappen Frist zwischen Bekanntgabe und Verbotstermin eine gewisse Toleranz gezeigt, aber doch für eine gleichmässige und wirksame Kontrolle gesorgt. Sehr beruhigt sei man gewesen, dass die Öffentlichkeit Verständnis gezeigt habe und bereit sei, gewisse Unannehmlichkeiten in Kauf zu nehmen. Kritik kam hingegen dafür, dass für die ausländischen Autofahrer das Sonntagsfahrverbot nicht gelte. Diese seien, vor allem im Jura und im Tessin, in grosser Zahl über die Grenze gekommen und seien «lediglich zum Zwecke des Treibstoffbezuges eingefahren. Leider haben die Tankstellenhalter in unbegreiflicher Weise recht grosse Quantitäten abgegeben, und die Grossisten haben anscheinend für den Nachbezug gesorgt, was noch weniger verständlich ist.» Die Kantone Genf und Graubünden hätten vorbildhaft selbst reagiert und den Benzinverkauf an Auslandsfahrzeuge verboten. Ferner wurden Anregungen gemacht, wie die jetzt schon bewilligungspflichtige Kraftstoff-Mitnahme von Ausländern zukünftig unterbunden werden könne.
Am Montag, den 10. Dezember 1956, dem Tag nach dem letzten Sonntagsfahrverbot, brachte das Bundesamt für Industrie, Gewerbe und Arbeit einen Antrag in den Bundesrat ein, der das Sonntagsfahrverbot durch eine Grosshandelskontingentierung ablösen sollte. Darin hiess es, dass bei der weiterhin angespannten Versorgungslage eine durchschnittlich achtzigprozentige Einsparung erzielt werden müsse, um den Gesamtbedarf befriedigen zu können. Diese Einsparungen könnten aber nicht allein von den Automobilisten und dies zu der Weihnachts- und der sich anschliessenden Hauptferienzeit erbracht werden. Es sei mit einer erhöhten Reisetätigkeit zu rechnen, die für das Tourismus- und Gaststättengewerbe von grosser Wichtigkeit sei.
In diesem Antrag wurde ausgeführt, dass sich die einen Monat zuvor gezeigten Befürchtungen bezüglich der Entwicklung von Erdölimporten nicht bestätigt hätten. Auch habe sich die politische Lage im Nahen Osten «einigermassen geklärt. Man darf davon ausgehen, dass Europa im Ganzen ungefähr 70 bis 75 % der Bedarfsmengen während der Dauer der gegenwärtigen Versorgungskrise aus den in Betracht kommenden Bezugsländern erhalten wird. Diese Zahl ist aber für unser Land nicht massgebend. Die Importeure haben sich sofort bemüht, insbesondere aus Amerika zusätzliche Importe ausserhalb der normalen Lieferprogramme zu beschaffen. Bis jetzt konnten durch Gemeinschaftseinkäufe der «Carbura» ca. 65'000 Tonnen Benzin und ca. 70'000 Tonnen Gasöl gekauft werden, wofür sechs Tanker gesichert sind. Diese Ware sollte nach den Mitteilungen der «Carbura» von Mitte oder spätestens Ende Dezember an laufend in der Schweiz eintreffen.» Für die als hoch bezeichnete Anzahl von 6'500 Tankstellen und 750'000 Kraftfahrzeugen sei eine gleichmässige Versorgung ohne behördliche Massnahmen nicht sichergestellt.
Diese Massnahmen sahen vor, die Last der von der OECD empfohlenen 80-%-Kontingentierung, die den auch für die Verteilung zuständigen Importeuren oblag, durch behördlich festgelegte Mengen zu bestimmen. Anderenfalls sah man «die Gefahr der vorzeitigen Entleerung der Tankstellen». Die Tankstellen könnten durch hinreichende Informationen über die Liefermengen rechtzeitig ihren Bedarf ermitteln und diese «verkürzten Mengen auf ihre Kunden gleichmässig» verteilen. Das schärfere Schwert der Rationierung behalte man sich vor, sollte die mit einem Sparappell verbundene Kontingentierung nicht ausreichend greifen.